# Gypsophila nodiflora
Gypsophila nodiflora är en nejlikväxtart som först beskrevs av Pierre Edmond Boissier, och fick sitt nu gällande namn av Youssef Ibrahim Barkoudah. Gypsophila nodiflora ingår i släktet slöjor, och familjen nejlikväxter. Inga underarter finns listade i Catalogue of Life.